# Matwé Middelkoop
Matwé Middelkoop (n. 3 septembrie 1983) este un tenismen profesionist neerlandez specializat la dublu.
El a câștigat 12 titluri la dublu la Turul ATP, cel mai notabil fiind Rotterdam Open 2022 alături de Robin Haase, și a atins un clasament ridicat în carieră la dublu, locul 23 mondial, la 18 iulie 2022. Middelkoop a ajuns în semifinala de la French Open 2022 la dublu și semifinala de la Wimbledon 2019 la dublu mixt și încă două sferturi de Grand Slam la dublu masculin, la US Open 2017 și la Australian Open 2021. La simplu, cea mai bună poziție este locul 197 mondial în noiembrie 2008. El a reprezentat Țările de Jos la Cupa Davis începând cu 2009.